# Verwaltungsbezirke und Stadtteile von Barcelona

Karte der aktuellen Bezirke von Barcelona

Barcelona ist auf kommunaler Ebene in Verwaltungsbezirke oder Distrikte (auf Katalanisch "districte") unterteilt. Diese stellen die erste Ebene der Einteilung der Stadt in Verwaltungseinheiten dar. Derzeit ist die Stadt in zehn Bezirke unterteilt. Diese Einteilung erfolgte 1984 aufgrund historischer und funktionaler Kriterien.
Jeder Bezirk ist in Stadtteile ("barri") unterteilt, die eine eigene Verwaltungseinheit darstellen. Einige Stadtteile sind das Ergebnis einer Zusammenführung mehrerer kleinerer historischer Stadtteile. Die aktuelle Unterteilung in 73 Stadtteile wurde im Jahr 2006 vorgenommen.
Die Praxis der administrativ-territorialen Aufteilung der Stadt in Bezirke, die in Stadtteile unterteilt sind, wurde 1847 eingeführt. Im Laufe der Zeit haben sich jedoch die Grenzen sowohl der Bezirke als auch der Stadtteile geändert.

## Institutionen und Zuständigkeiten
Die städtischen Bezirke können selbstständig über ihre wirtschaftlichen Mittel verfügen und entscheiden. Sie werden von einem Stadtbezirksrat verwaltet, der die Serviceangebote des Bezirks organisiert und die Mittel zuteilt.
Jeder der zehn Bezirksräte von Barcelona repräsentiert einen bestimmten Bezirk und setzt sich aus 15 von der Bürgermeisterin oder dem Bürgermeister von Barcelona ernannten Ratsmitgliedern zusammen. Die politischen Parteien der Stadt sind entsprechend ihrer Wahlergebnisse im Bezirk vertreten.
Jeder Bezirksbeirat wird von einer Bezirksstadträtin oder einem -stadtrat geleitet und hat die Funktion eines ausführenden Organs. Die Rätin wird direkt von der Bürgermeisterin gewählt und hat daher nicht immer die gleiche politische Ausrichtung wie der Bezirksrat, dem sie vorsteht.

## Die 10 Bezirke und 73 Stadtteile
| Nr. | Bezirk              | Bild | Fläche (km²) | Bevölkerung (2021) | Bevölkerungsdichte (Einwohner/km²) | Stadtteile                                   | Stadtteile                            | Stadtteile  | Stadtteile      | Bezirksrätin/-rat               |
| Nr. | Bezirk              | Bild | Fläche (km²) | Bevölkerung (2021) | Bevölkerungsdichte (Einwohner/km²) | Nr.                                          | Name                                  | Bevölkerung | Oberfläche (ha) | Bezirksrätin/-rat               |
| --- | ------------------- | ---- | ------------ | ------------------ | ---------------------------------- | -------------------------------------------- | ------------------------------------- | ----------- | --------------- | ------------------------------- |
| 1 | Ciutat Vella        |      | 4,11         | 109.672            | 26.684,2                           | 1                                            | El Raval                              | 48.688      | 110             | Jordi Rabassa i Massons (BComú) |
| 1 | Ciutat Vella        | 2    | 4,11         | 109.672            | 26.684,2                           | El Gòtic                                     | 22.850                                | 81,6        |                 | Jordi Rabassa i Massons (BComú) |
| 1 | Ciutat Vella        | 3    | 4,11         | 109.672            | 26.684,2                           | La Barceloneta                               | 15.125                                | 109,5       |                 | Jordi Rabassa i Massons (BComú) |
| 1 | Ciutat Vella        | 4    | 4,11         | 109.672            | 26.684,2                           | Sant Pere, Santa Caterina i la Ribera        | 23.009                                | 111         |                 | Jordi Rabassa i Massons (BComú) |
| 2 | Eixample            |      | 7,46         | 269.349            | 36.105,8                           | 5                                            | Fort Pienc                            | 33.445      | 92,9            | Pau Gonzàlez Val (BComú)        |
| 2 | Eixample            | 6    | 7,46         | 269.349            | 36.105,8                           | Sagrada Família                              | 52.164                                | 104,2       |                 | Pau Gonzàlez Val (BComú)        |
| 2 | Eixample            | 7    | 7,46         | 269.349            | 36.105,8                           | Dreta de l'Eixample                          | 44.088                                | 212         |                 | Pau Gonzàlez Val (BComú)        |
| 2 | Eixample            | 8    | 7,46         | 269.349            | 36.105,8                           | L'Antiga Esquerra de l'Eixample              | 43.046                                | 122,8       |                 | Pau Gonzàlez Val (BComú)        |
| 2 | Eixample            | 9    | 7,46         | 269.349            | 36.105,8                           | La Nova Esquerra de l'Eixample               | 57.906                                | 134,1       |                 | Pau Gonzàlez Val (BComú)        |
| 2 | Eixample            | 10   | 7,46         | 269.349            | 36.105,8                           | Sant Antoni                                  | 38.700                                | 80,4        |                 | Pau Gonzàlez Val (BComú)        |
| 3 | Sants-Montjuïc      |      | 22,68        | 187.026            | 8.246,3                            | 11                                           | El Poble Sec                          | 40.204      | 458,5           | Marc Serra Solé (BComú)         |
| 3 | Sants-Montjuïc      | 12   | 22,68        | 187.026            | 8.246,3                            | la Marina del Prat Vermell                   | 1.356                                 | 1.403,40    |                 | Marc Serra Solé (BComú)         |
| 3 | Sants-Montjuïc      | 13   | 22,68        | 187.026            | 8.246,3                            | la Marina de Port                            | 31.092                                | 126,9       |                 | Marc Serra Solé (BComú)         |
| 3 | Sants-Montjuïc      | 14   | 22,68        | 187.026            | 8.246,3                            | la Font de la Guatlla                        | 10.239                                | 29,7        |                 | Marc Serra Solé (BComú)         |
| 3 | Sants-Montjuïc      | 15   | 22,68        | 187.026            | 8.246,3                            | Hostafrancs                                  | 16.102                                | 41          |                 | Marc Serra Solé (BComú)         |
| 3 | Sants-Montjuïc      | 16   | 22,68        | 187.026            | 8.246,3                            | la Bordeta                                   | 19.451                                | 57,2        |                 | Marc Serra Solé (BComú)         |
| 3 | Sants-Montjuïc      | 17   | 22,68        | 187.026            | 8.246,3                            | Sants-Badal                                  | 24.903                                | 41,5        |                 | Marc Serra Solé (BComú)         |
| 3 | Sants-Montjuïc      | 18   | 22,68        | 187.026            | 8.246,3                            | Sants                                        | 43.679                                | 109,5       |                 | Marc Serra Solé (BComú)         |
| 4 | Les Corts           |      | 6,02         | 81.576             | 13.550,8                           | 19                                           | les Corts                             | 45.943      | 141             | Joan Ramon Riera Alemany (PSC)  |
| 4 | Les Corts           | 20   | 6,02         | 81.576             | 13.550,8                           | la Maternitat i Sant Ramon                   | 23.825                                | 191,5       |                 | Joan Ramon Riera Alemany (PSC)  |
| 4 | Les Corts           | 21   | 6,02         | 81.576             | 13.550,8                           | Pedralbes                                    | 11.808                                | 268,5       |                 | Joan Ramon Riera Alemany (PSC)  |
| 5 | Sarrià-Sant Gervasi |      | 19,91        | 149.201            | 7.493,8                            | 22                                           | Vallvidrera, el Tibidabo i les Planes | 4.760       | 1.132,90        | Albert Batlle i Bastardas (PSC) |
| 5 | Sarrià-Sant Gervasi | 23   | 19,91        | 149.201            | 7.493,8                            | Sarrià                                       | 24.769                                | 304,7       |                 | Albert Batlle i Bastardas (PSC) |
| 5 | Sarrià-Sant Gervasi | 24   | 19,91        | 149.201            | 7.493,8                            | les Tres Torres                              | 16.356                                | 78,8        |                 | Albert Batlle i Bastardas (PSC) |
| 5 | Sarrià-Sant Gervasi | 25   | 19,91        | 149.201            | 7.493,8                            | Sant Gervasi-la Bonanova                     | 25.984                                | 223,4       |                 | Albert Batlle i Bastardas (PSC) |
| 5 | Sarrià-Sant Gervasi | 26   | 19,91        | 149.201            | 7.493,8                            | Sant Gervasi-Galvany                         | 47.346                                | 166,9       |                 | Albert Batlle i Bastardas (PSC) |
| 5 | Sarrià-Sant Gervasi | 27   | 19,91        | 149.201            | 7.493,8                            | el Putxet i el Farró                         | 29.986                                | 84,8        |                 | Albert Batlle i Bastardas (PSC) |
| 6 | Gràcia              |      | 4,19         | 123.276            | 29.421,5                           | 28                                           | Vallcarca i els Penitents             | 16.325      | 125,1           | Eloi Badia i Casas (BComú)      |
| 6 | Gràcia              | 29   | 4,19         | 123.276            | 29.421,5                           | el Coll                                      | 7.688                                 | 35,3        |                 | Eloi Badia i Casas (BComú)      |
| 6 | Gràcia              | 30   | 4,19         | 123.276            | 29.421,5                           | la Salut                                     | 13.455                                | 64,8        |                 | Eloi Badia i Casas (BComú)      |
| 6 | Gràcia              | 31   | 4,19         | 123.276            | 29.421,5                           | Vila de Gràcia                               | 50.456                                | 132,1       |                 | Eloi Badia i Casas (BComú)      |
| 6 | Gràcia              | 32   | 4,19         | 123.276            | 29.421,5                           | Camp d'en Grassot i Gràcia Nova              | 35.352                                | 65,1        |                 | Eloi Badia i Casas (BComú)      |
| 7 | Horta-Guinardó      |      | 11,96        | 173.944            | 14.543,8                           | 33                                           | el Baix Guinardó                      | 25.842      | 56,2            | Rosa Alarcón Montañés (PSC)     |
| 7 | Horta-Guinardó      | 34   | 11,96        | 173.944            | 14.543,8                           | Can Baró                                     | 9.320                                 | 38,4        |                 | Rosa Alarcón Montañés (PSC)     |
| 7 | Horta-Guinardó      | 35   | 11,96        | 173.944            | 14.543,8                           | el Guinardó                                  | 37.325                                | 130,9       |                 | Rosa Alarcón Montañés (PSC)     |
| 7 | Horta-Guinardó      | 36   | 11,96        | 173.944            | 14.543,8                           | la Font d'en Fargues                         | 9.505                                 | 65,7        |                 | Rosa Alarcón Montañés (PSC)     |
| 7 | Horta-Guinardó      | 37   | 11,96        | 173.944            | 14.543,8                           | el Carmel                                    | 32.724                                | 94          |                 | Rosa Alarcón Montañés (PSC)     |
| 7 | Horta-Guinardó      | 38   | 11,96        | 173.944            | 14.543,8                           | la Teixonera                                 | 12.044                                | 33,8        |                 | Rosa Alarcón Montañés (PSC)     |
| 7 | Horta-Guinardó      | 39   | 11,96        | 173.944            | 14.543,8                           | Sant Genís dels Agudells                     | 7.385                                 | 168,1       |                 | Rosa Alarcón Montañés (PSC)     |
| 7 | Horta-Guinardó      | 40   | 11,96        | 173.944            | 14.543,8                           | Montbau                                      | 5.114                                 | 205,5       |                 | Rosa Alarcón Montañés (PSC)     |
| 7 | Horta-Guinardó      | 41   | 11,96        | 173.944            | 14.543,8                           | la Vall d'Hebron                             | 5.932                                 | 74,5        |                 | Rosa Alarcón Montañés (PSC)     |
| 7 | Horta-Guinardó      | 42   | 11,96        | 173.944            | 14.543,8                           | la Clota                                     | 698                                   | 17,8        |                 | Rosa Alarcón Montañés (PSC)     |
| 7 | Horta-Guinardó      | 43   | 11,96        | 173.944            | 14.543,8                           | Horta                                        | 28.055                                | 307         |                 | Rosa Alarcón Montañés (PSC)     |
| 8 | Nou Barris          |      | 8,05         | 173.552            | 21.559,3                           | 44                                           | Vilapicina i la Torre Llobeta         | 25.875      | 56,4            | Xavier Marcé Carol (PSC)        |
| 8 | Nou Barris          | 45   | 8,05         | 173.552            | 21.559,3                           | Porta                                        | 27.796                                | 83,7        |                 | Xavier Marcé Carol (PSC)        |
| 8 | Nou Barris          | 46   | 8,05         | 173.552            | 21.559,3                           | el Turó de la Peira                          | 16.186                                | 35,4        |                 | Xavier Marcé Carol (PSC)        |
| 8 | Nou Barris          | 47   | 8,05         | 173.552            | 21.559,3                           | Can Peguera                                  | 2.215                                 | 11,9        |                 | Xavier Marcé Carol (PSC)        |
| 8 | Nou Barris          | 48   | 8,05         | 173.552            | 21.559,3                           | la Guineueta                                 | 15.267                                | 61,2        |                 | Xavier Marcé Carol (PSC)        |
| 8 | Nou Barris          | 49   | 8,05         | 173.552            | 21.559,3                           | Canyelles                                    | 6.813                                 | 79          |                 | Xavier Marcé Carol (PSC)        |
| 8 | Nou Barris          | 50   | 8,05         | 173.552            | 21.559,3                           | les Roquetes                                 | 16.563                                | 64,3        |                 | Xavier Marcé Carol (PSC)        |
| 8 | Nou Barris          | 51   | 8,05         | 173.552            | 21.559,3                           | Verdun                                       | 12.865                                | 23,7        |                 | Xavier Marcé Carol (PSC)        |
| 8 | Nou Barris          | 52   | 8,05         | 173.552            | 21.559,3                           | la Prosperitat                               | 26.868                                | 59,1        |                 | Xavier Marcé Carol (PSC)        |
| 8 | Nou Barris          | 53   | 8,05         | 173.552            | 21.559,3                           | la Trinitat Nova                             | 7.628                                 | 57,7        |                 | Xavier Marcé Carol (PSC)        |
| 8 | Nou Barris          | 54   | 8,05         | 173.552            | 21.559,3                           | Torre Baró                                   | 2.923                                 | 174,2       |                 | Xavier Marcé Carol (PSC)        |
| 8 | Nou Barris          | 55   | 8,05         | 173.552            | 21.559,3                           | Ciutat Meridiana                             | 11.152                                | 37,7        |                 | Xavier Marcé Carol (PSC)        |
| 8 | Nou Barris          | 56   | 8,05         | 173.552            | 21.559,3                           | Vallbona                                     | 1.401                                 | 60,8        |                 | Xavier Marcé Carol (PSC)        |
| 9 | Sant Andreu         |      | 6,59         | 151.537            | 22.995                             | 57                                           | la Trinitat Vella                     | 10.513      | 80,8            | Lucía Martín (BComú)            |
| 9 | Sant Andreu         | 58   | 6,59         | 151.537            | 22.995                             | Baró de Viver                                | 2.653                                 | 23          |                 | Lucía Martín (BComú)            |
| 9 | Sant Andreu         | 59   | 6,59         | 151.537            | 22.995                             | el Bon Pastor                                | 13.730                                | 186,5       |                 | Lucía Martín (BComú)            |
| 9 | Sant Andreu         | 60   | 6,59         | 151.537            | 22.995                             | Sant Andreu de Palomar                       | 58.225                                | 186,7       |                 | Lucía Martín (BComú)            |
| 9 | Sant Andreu         | 61   | 6,59         | 151.537            | 22.995                             | la Sagrera                                   | 29.568                                | 98,6        |                 | Lucía Martín (BComú)            |
| 9 | Sant Andreu         | 62   | 6,59         | 151.537            | 22.995                             | el Congrés i els Indians                     | 14.549                                | 40,9        |                 | Lucía Martín (BComú)            |
| 9 | Sant Andreu         | 63   | 6,59         | 151.537            | 22.995                             | Navas                                        | 22.299                                | 42,4        |                 | Lucía Martín (BComú)            |
| 10 | Sant Martí          |      | 10,39        | 241.181            | 23.212,8                           | 64                                           | el Camp de l'Arpa del Clot            | 38.838      | 74,1            | David Escudé Rodríguez (PSC)    |
| 10 | Sant Martí          | 65   | 10,39        | 241.181            | 23.212,8                           | el Clot                                      | 26.759                                | 69,7        |                 | David Escudé Rodríguez (PSC)    |
| 10 | Sant Martí          | 66   | 10,39        | 241.181            | 23.212,8                           | el Parc i la Llacuna del Poblenou            | 15.914                                | 112,2       |                 | David Escudé Rodríguez (PSC)    |
| 10 | Sant Martí          | 67   | 10,39        | 241.181            | 23.212,8                           | la Vila Olímpica del Poblenou                | 9.395                                 | 92,5        |                 | David Escudé Rodríguez (PSC)    |
| 10 | Sant Martí          | 68   | 10,39        | 241.181            | 23.212,8                           | Poblenou                                     | 34.411                                | 156,7       |                 | David Escudé Rodríguez (PSC)    |
| 10 | Sant Martí          | 69   | 10,39        | 241.181            | 23.212,8                           | Diagonal Mar i el Front Marítim del Poblenou | 13.536                                | 120,3       |                 | David Escudé Rodríguez (PSC)    |
| 10 | Sant Martí          | 70   | 10,39        | 241.181            | 23.212,8                           | el Besòs i el Maresme                        | 26.116                                | 118,5       |                 | David Escudé Rodríguez (PSC)    |
| 10 | Sant Martí          | 71   | 10,39        | 241.181            | 23.212,8                           | Provençals del Poblenou                      | 21.185                                | 108,6       |                 | David Escudé Rodríguez (PSC)    |
| 10 | Sant Martí          | 72   | 10,39        | 241.181            | 23.212,8                           | Sant Martí de Provençals                     | 26.229                                | 73,4        |                 | David Escudé Rodríguez (PSC)    |
| 10 | Sant Martí          | 73   | 10,39        | 241.181            | 23.212,8                           | la Verneda i la Pau                          | 28.798                                | 112,7       |                 | David Escudé Rodríguez (PSC)    |
| Anmerkung *: Montjuïc und Zona Franca sind keine eigenen Stadtteile, sind aber Bestandteil der Einteilung in Stadtteile des Rathauses. |                     |      |              |                    |                                    |                                              |                                       |             |                 |                                 |

## Bezirk Nr. 11
Der Bezirk Nr. 11-Sarajevo ("Districte 11-Sarajevo") wurde 1992 auf Initiative des Bürgermeisters Pasqual Maragall eingerichtet, um humanitäre Hilfe nach Sarajevo zu leiten, so als wäre die bosnische Hauptstadt ein weiterer Bezirk Barcelonas. Als solcher hatte er einen eigenen Verwalter, Manel Vila. Dieses Engagement für Sarajevo führte zu einem Kooperationsprojekt, das weltweit seinesgleichen sucht, sowohl was die durchgeführten Arbeiten als auch die beteiligten Personen anbelangt. Die spätere Gründung der Agentur für lokale Demokratie in Sarajevo unter der Leitung von Barcelona war die Speerspitze für die vor Ort arbeitenden NGO zu einer Zeit, als es noch keine diplomatischen Vertretungen gab, weil Bosnien noch nicht als Staat anerkannt war. Die mehr als tausend Tonnen humanitärer Hilfe, die während der Belagerung der Stadt geschickt wurden, der Wiederaufbau des olympischen Dorfes Mojmilo in Sarajevo und die fünftausend Menschen, die an den Projekten teilnahmen, geben eine Vorstellung von den Dimensionen dieser Initiative. Der Bezirk Nr. 11-Sarajevo wurde Ende der 1990er Jahre als solcher aufgelöst und in die Verwaltung der Internationalen Solidarität integriert.

## Geschichte der Verwaltungsgliederung von Barcelona

### 14. Jahrhundert bis 1770
Seit dem 14. Jahrhundert war Barcelona verwaltungstechnisch in vier Viertel ("quarters") unterteilt: El Pi (Nordwesten), Sant Pere (Nordosten), Framenors (Südwesten) und Mar (Südosten); auf Deutsch: Die Kiefer (Pinie), Heiliger Petrus, Franziskaner-Minoriten und Meer.

### 1770–1847
Im Jahr 1770 wurden unter der bourbonischen Herrschaft fünf "quarters" eingerichtet, die jeweils in acht Stadtteile unterteilt waren. Die "quarters" waren:
- 1. Palau (Schloss)
- 2. Sant Pere (Heiliger Petrus)
- 3. L'Audiència (Audienz, Anhörung, Empfang)
- 4. Sant Jaume (Heiliger Jakobus)
- 5. Sant Pau (Heiliger Paulus)

Gleichzeitig wurden die (bis dahin rein alltagsgebräuchlichen) Straßennamen offiziell, und es wurden die ersten Schilder angebracht: Schilder, die die Straße, das "quarter" und den (nummerierten) Häuserblock ("illa") angaben. Bezeichnenderweise folgte die Beschilderung der traditionellen Toponymie auf Katalanisch, da dies die einzige Möglichkeit war, Verwirrung und Desorientierung zu vermeiden, sowohl für Einheimische als auch für Auswärtige. Sie stand im Zeichen der Vernunft der Aufklärung, war aber auch eine Methode, um die Bevölkerung zu kontrollieren und den Militärpatrouillen den Weg durch das Gassengewirr der Stadt zu weisen.

### 1847–1878
Am 19. Juni 1847, auf dem Höhepunkt der bürgerlichen Revolution unter Isabella II., wurde die moderne Einteilung in Bezirke eingeführt, die in Stadtteile unterteilt sind. Es gab vier Bezirke: La Llotja (Die Markthalle), Sant Pere (Heiliger Petrus), Universitat (Universität) und Sant Pau (Heiliger Paulus). Jeder von ihnen war in zehn Stadtteile unterteilt (mit Ausnahme jener Bezirke, die außerhalb der Stadtmauern lagen, wie Hostafrancs – benannt nach Hostafrancs in Segarra – und La Barceloneta). Es wurden neue Tafeln angebracht, die drei Ebenen anzeigten: Bezirk, Stadtteil und Straße.
Nach dem Abriss der Stadtmauern und der Anlage der Straßen der Eixample (Erweiterung, Neubausiedlung) wurden am 19. Dezember 1863 die vier bereits bestehenden Bezirke erweitert, um sie gleichmäßig aufzuteilen. 1864 genehmigte der Stadtrat die Nomenklatur der Eixample-Straßen, die auf dem berühmten Vorschlag von Víctor Balaguer vom 28. Oktober 1863 basierte. Da es in der Eixample kaum Gebäude gab, wurde angeordnet, dass an den Ecken Schilder mit den entsprechenden Namen angebracht werden sollten. Im Laufe der Zeit wurde ein neues Beschilderungskonzept angenommen, das nun vier Ebenen angab: Bezirk, Stadtteil, Häuserblock und Straße.

### 1878–1897

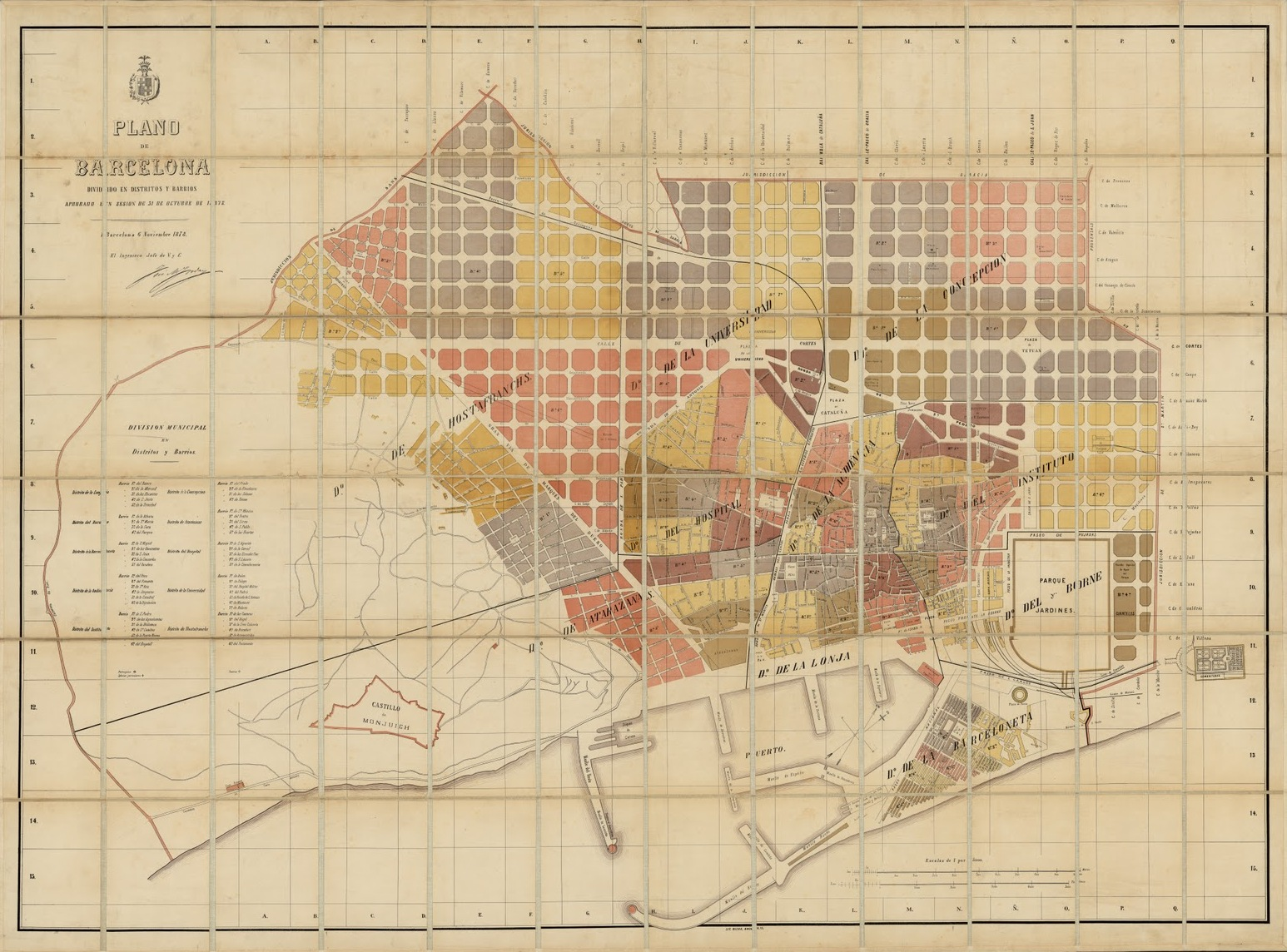
Bezirke von Barcelona (1878–1897)

Am 31. Oktober 1878 fand eine Umstrukturierung in zehn Bezirke statt, was der zulässigen Höchstzahl nach spanischem Recht entsprach. Sie wurden in 53 Bezirke unterteilt. Die Bezirke waren:
- I – La Barceloneta (fünf Stadtteile)
- II – El Born (vier Stadtteile)
- III – La Llotja (fünf Stadtteile)
- IV – Les Drassanes (fünf Stadtteile)
- V – L'Hospital (fünf Stadtteile)
- VI – L'Audiència (sechs Stadtteile)
- VII – L'Institut (sechs Stadtteile)
- VIII – La Universitat (sieben Stadtteile)
- IX – Hostafrancs (sechs Stadtteile)
- X – La Concepció (vier Stadtteile)

Auf den Schildern, die der Einteilung von 1878 entsprachen, waren Straße, Bezirk und Stadtteil in dieser Reihenfolge angegeben.

### 1897–1924
Infolge der Eingemeindung der Dörfer der Ebene von Barcelona zur Stadtgemeinde Barcelonas wurde am 24. April 1897 eine neue Einteilung in zehn neue Bezirke vorgenommen, die in 116 Stadtviertel unterteilt waren. Der Wunsch nach Absorption war eindeutig: Die Einteilung der Bezirke orientierte sich nicht an den vorherigen Grenzen der einzugemeindenden Bezirke, die Bezirksnamen wurden abgeschafft und sie wurden jetzt nur noch durch eine Nummer gekennzeichnet. Die Bezirke von 1897 waren:
- Bezirk I – (entspricht Barceloneta + Poblenou)
- Bezirk II – (entspricht Sant Pere)
- Bezirk III – (entspricht Llotja + Audiència)
- Bezirk IV – (entspricht Concepció)
- Bezirk V – (entspricht Drassanes + Hospital; daher die mythische Bezeichnung als Districte Cinquè)
- Bezirk VI – (entspricht Universitat)
- Bezirk VII – (entspricht Sants + Hostafrancs + Les Corts)
- Bezirk VIII – (entspricht Gràcia + Sant Gervasi)
- Bezirk IX – (entspricht Horta + Sant Andreu de Palomar)
- Bezirk X – (entspricht Sant Martí de Provençals)

Das aktuelle Beschilderungskonzept allein mit dem Straßennamen wurde wahrscheinlich 1897 eingeführt. Seit 1916 wurde der Straßenname auch auf dem Pflaster der Bürgersteige mit Hilfe von "Panots" angebracht, mit Zementmörtel und Sand hergestellten Fliesen; dieses Verfahren wurde in den 1960er Jahren aufgegeben.

### 1924–1949

Bezirke von Barcelona (1933–1949)

Im Mai 1924 wurde eine neue Einteilung in Bezirke eingeführt, wobei die Zahl der Bezirke notwendigerweise bei zehn blieb. Die Bezirke waren:
- Bezirk I – (heutiges Barri Gòtic + La Ribera + Barceloneta) (zwanzig Stadtteile)
- Bezirk II – (La Marina + Zona Franca + Montjuïc + Poble-sec) (zehn Stadtteile)
- Bezirk III – (Les Corts + Sarrià + Sant Gervasi de Cassoles) (17 Stadtteile)
- Bezirk IV – (Sant Pere i Santa Caterina + Dreta de l'Eixample) (zehn Stadtteile)
- Bezirk V – (El Raval) (13 Stadtteile)
- Bezirk VI – (Esquerra de l'Eixample) (sechs Stadtteile)
- Bezirk VII – (Sants) (neun Stadtteile)
- Bezirk VIII – (Gràcia) (21 Stadtteile)
- Bezirk IX – (Horta-Guinardó + Sant Andreu de Palomar) (14 Stadtteile)
- Bezirk X – (Sant Martí de Provençals) (zehn Stadtteile)

Am 6. Juni 1934 ging diese Umstrukturierung mit dem neuen Gemeindeverzeichnis einher, das die Toponymie in Katalanisch wiederherstellte und standardisierte. Die Wiedereinführung der katalanischen Namen konnte aufgrund der Machtergreifung der Faschisten nicht mehr vollständig und überall umgesetzt werden.

### 1949–1984
Die franquistischen Behörden behielten die republikanische Verwaltungseinteilung von 1933 bei, reformierten sie aber am 22. März 1949, um zwei neue Bezirke durch Abspaltung einzuführen, Bezirk XI (Les Corts + Pedralbes) und Bezirk XII (Horta-Guinardó + Montbau). Zwischen 1949 und 1984 belief sich die Zahl der Bezirke also auf zwölf.
Mit dem Einzug des demokratischen Stadtrats (1979) wurden umgehend detaillierte Reformen durchgeführt. Ohne die offizielle Aufteilung zu ändern, wurde ein einziger Stadtrat für die beiden Hauptbezirke der Ciutat Vella (Altstadt) ernannt, und auch die beiden Bezirke der Eixample wurden koordiniert, wohingegen Nou Barris zum ersten Mal von Sant Andreu getrennt wurde.

### Ab 1984
Schließlich wurde am 18. Januar 1984 die Einteilung in die heutigen zehn Bezirke beschlossen. Bei der Einteilung der Bezirke wurden die historischen Zusammengehörigkeiten berücksichtigt: a) Ciutat Vella (mit Barceloneta); b) Eixample; c) die alten eingemeindeten Stadtbezirke; d) der Block der neu entstandenen Viertel, die durch die Einwanderung in den 1950er bis 1970er Jahren entstanden sind, ein Block, der damals als Nou Barris bezeichnet wurde. Zum ersten Mal seit 1897 wurden die Bezirke wieder offiziell sowohl mit einer Nummer als auch durch einen Namen bezeichnet.
Anstelle von Stadtteilen wurden 1984 38 "große statistische Zonen" (ZEG) eingerichtet, die sich jedoch auf einen Vorschlag der FAVB stützten. Dieser Verband der Nachbarschaftsvereinigungen von Barcelona (FAVB) hatte am 3. Oktober 1980 einen entsprechenden Vorschlag für eine neue Anordnung der Stadtteile vorgelegt. Die ZEG hatten eine offizielle Toponymie, und der Stadtrat erkannte sie schließlich im Laufe der Zeit als Stadtteile an.
Die neue Einteilung in 73 Stadtteile mit ihren Namen und der ihnen entsprechenden Nummerierung wurde am 22. Dezember 2006 genehmigt.

## Ungelöste Streitpunkte
Trotz der Anstrengungen, die unternommen wurden, die administrative Aufteilung mit der Wahrnehmung der Bevölkerung und der historischen Aufteilung in Einklang zu bringen, und die zu einem weitaus respektvolleren Ergebnis als bei allen früheren Aufteilungen geführt haben, herrscht sowohl auf der Ebene der Bezirke als auch auf der der Stadtteile Unzufriedenheit mit der vorgenommenen Einteilung.
Die Einteilung der Bezirke verändert in einigen Fällen die historischen Grenzen:
- Pedralbes, das früher zu Sarrià gehörte, liegt jetzt in Les Corts;
- die Stadtteile Coll und Vallcarca sowie Els Penitents, die früher zu Horta gehörten, wurden in Gràcia eingegliedert;
- Guinardó und der Stadtteil Can Baró, die ursprünglich zu Sant Martí gehörten, wurden Horta zugeschlagen;
- La Font d'en Fargues, die zu Sant Andreu gehörte, wurde ebenfalls Teil von Horta;
- La Sagrera und Navas sind von Sant Martí nach Sant Andreu übergegangen;
- Sagrada Família und ein Teil von Fort Pienc, die früher zu Sant Martí gehörten, gehören jetzt zum Eixample;
- Nou Barris wurde mit dem nachvollziehbaren Argument geschaffen, die neu entstandenen Stadtteile in einem Bezirk zusammenzufassen; jedoch wurden auch mehrere historische Stadtteile von Sant Andreu mit hineingenommen, die somit von Sant Andreu abgetrennt wurden.

Einige der Bezirke von 1984 verdanken ihre Existenz dem Wunsch nach einem demografischen Gleichgewicht zwischen den Bezirken, obwohl sie deutlich verschiedenartige Charakteristika aufweisen:
- Sants-Montjuïc fasst zusammen: Sants (ehemals eigenständige Gemeinde), Montjuïc und Poble-Sec (historisch zu Barcelona und nicht zu Sants gehörend) sowie Marina und Zona Franca (historisch zu Sants bzw. Hospitalet de Llobregat gehörend, aber mit eigener, ausgeprägter Persönlichkeit);
- Sarrià-Sant Gervasi fasst zwei ehemals unterschiedliche Gemeinden in einem Bezirk zusammen: Sarrià und Sant Gervasi de Cassoles.

Was die Stadtteile aus dem Jahr 2006 betrifft, so beschweren sich die Anwohner über bestimmte Abgrenzungen, die fehlende Anerkennung einiger kleinerer Stadtteile mit starker Persönlichkeit, u. a.